# Sugawara no Michizane

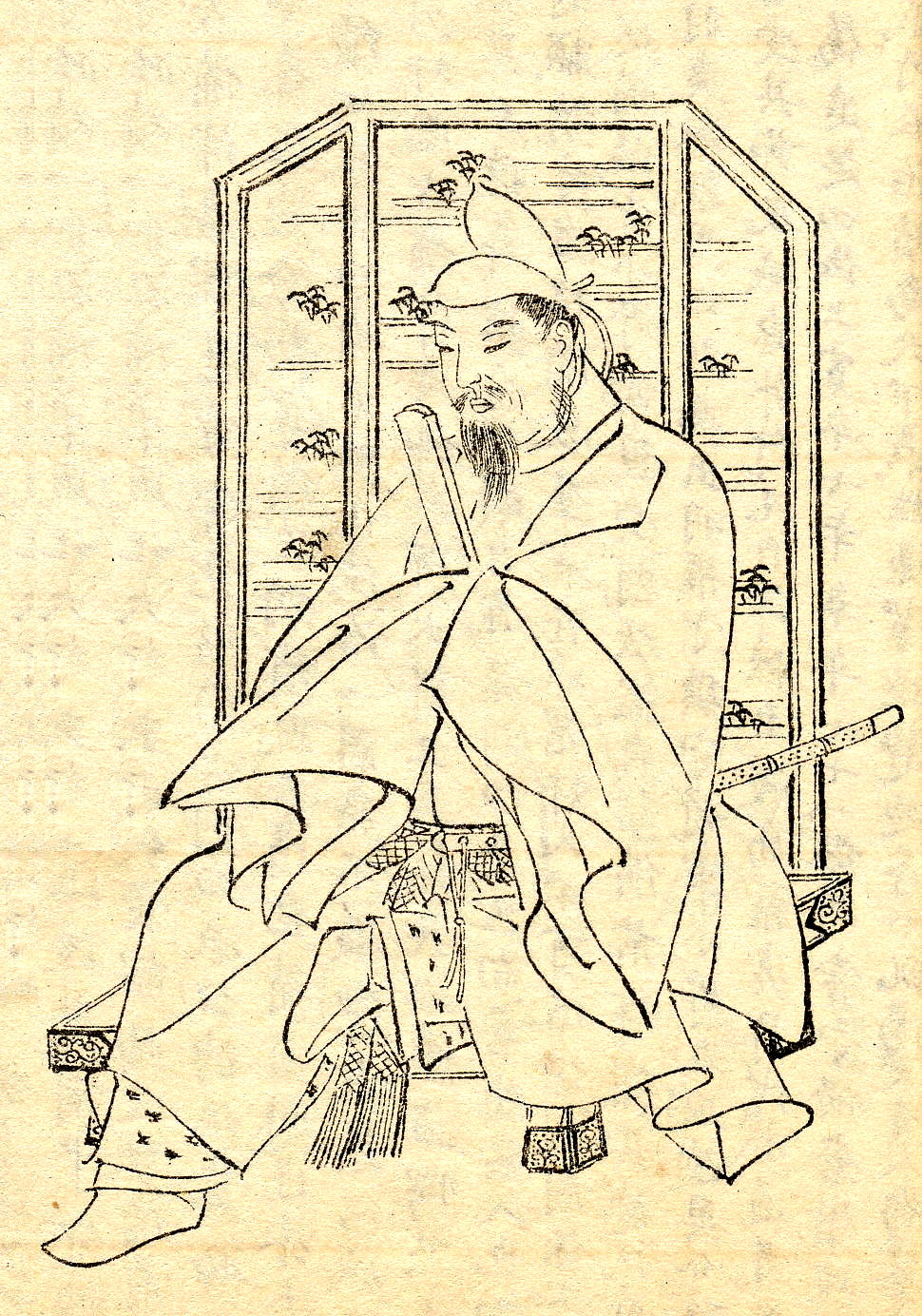
Sugawara no Michizane, por Kikuchi Yosai.

Sugawara no Michizane (菅原道眞?   1 de agosto de 845 - 26 de marzo de 903) fue un académico, político, diplomático y poeta japonés que vivió a mediados de la era Heian. Fue nieto de Sugawara no Kiyotomo (conocido como Owari no Suke y Daigaku-no-kami). Es conocido por ser un popular poeta, particularmente sobre la poesía china. También a él se le atribuye una maldición que ocurrió luego de su muerte y que tuvo como consecuencia su deidificación como kami de la sabiduría.

## Biografía
Nació dentro de una familia de académicos. Su abuelo sirvió a la Corte Imperial, enseñando historia en la Escuela Nacional (大学寮 Daigaku-ryō?) a los futuros burócratas. Su padre fundó una escuela en su palacio y enseñó a los estudiantes que se preparaban para el examen inicial para la Escuela Nacional o que tenían ambiciones de ser oficiales de la Corte.
Michizane pasó el examen y pudo entrar a la Escuela Nacional en 862 para aprender composición de poemas usando el estilo y caracteres chinos. Luego de graduarse en 867 comenzó su carrera en la corte como erudito. También fue nombrado como oficial del gobierno. Debido a sus habilidades en el idioma chino fue nombrado en cargos diplomáticos y asistió a las embajadas imperiales japonesas a China. Fue nombrado también como Monjo Hakushi, el cargo profesional de más alto rango en el Daigaku-ryō; y era el mayor honor que un historiador podía recibir.
Después de ello, Michizane perdió el apoyo de la corte y fue nombrado gobernador de la provincia de Sanuki en 886. Previo a ello, había sido asignado en cargos que sólo eran nominales. Abandonó su carrera de profesor y debió mudarse a dicha provincia. Pero poco después surgió un conflicto entre el Emperador Uda y el regente kanpaku Fujiwara no Mototsune en 887 (Escándalo de Akō), Michizane decidió apoyar a Mototsune y éste lo favoreció. A pesar de que no había concluido su cargo como gobernador, fue llamado a regresar a Kioto en 890.
Fue nombrado embajador a China en 894, pero abruptamente regresó a Japón un mes después de partir y recomendó al emperador la abolición definitiva de las misiones diplomáticas, debido a que la Dinastía Tang estaba entrando en un período de decadencia.
Luego de la muerte de Mototsune en 891, Michizane alcanzó las mayores posiciones de la Corte Imperial con el apoyo del Emperador Uda, entre estos el de Udaijin en 899, pero en 901 fue perjudicado por una conspiración promovida por su rival Fujiwara no Tokihara (Incidente de Shōtai (昌泰の変 Shōtai no hen?)) y fue degradado a oficial menor como dazaifu de la provincia de Chikuzen; poco se conoce del incidente debido a que el Emperador Daigo, quien fue influenciado por el clan Fujiwara, ordenó a que se eliminara de los registros. Michizane fallecería exiliado dos años después.

## La maldición
Luego de su muerte, varios hijos del Emperador Daigo, elegibles como sus sucesores comenzaron a morir de manera misteriosa, entre ellos el Príncipe Yasuakira de 19 años (923) y el Príncipe Yasuyori de 4 años (925). Hacia 929 y 930 sucedieron una serie de plagas y sequías; también en 930 el Gran Salón de Audiencias del Palacio Imperial (shishinden) fue abatido repetidamente por rayos y condujo a un incendio en donde perecerían varios burócratas importantes como Fujiwara no Kiyotsura y Taira no Mareyo; y el país sufrió una serie de tormentas e inundaciones prolongadas donde murieron muchas personas. Inclusive el propio emperador cayó enfermo y debió abdicar en favor de su hijo el Emperador Suzaku, antes de fallecer en 930, a la edad de 46 años. Se atribuyeron estas calamidades al espíritu iracundo de Sugawara no Michizane.
La Corte Imperial decidió construir un santuario sintoísta en 947 llamado Kitano Tenman-gū en Kioto, con el fin de apaciguar su alma y está dedicado a él. Póstumamente fue restituido del cargo en 993, y se destruyeron de los registros cualquier mención de su exilio. En 986 fue deidificado con el nombre de Tenjin (天神?) o kami del saber. Los estudiantes japoneses buscan su ayuda para aprobar los exámenes.

## Obras literarias

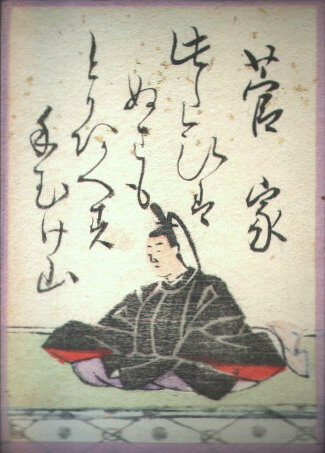
Sugawara no Michizane, en el Ogura Hyakunin Isshu.

Entre sus obras literarias en prosa están el Suga-ke Bunsō (菅家文草?) escrito en 900 en doce volúmenes, el Suga-ke Goshū (菅家後集?) en 903 cuando fue exiliado como dazaifu, y la compilación Ruijū Kokushi (類聚国史?) hecha en 892. 
Con la poesía waka, él recopiló la antología en dos volúmenes Shinsen Man'yōshū (新撰万葉集?) en 893. Entre sus colecciones personales de waka se encuentran el Sugake-dono-shū (菅家御集?), entre otros más. La antología imperial Kokin Wakashū contiene dos poemas escritos por él; también aparece en la lista antológica del Hyakunin Isshu.